# Szent Gertrúd
Helftai Nagy Gertrúd (német: Gertrud die Große von Helfta), egyházi nevén Nagy Szent Gertrúd (olaszul: Santa Gertrude; Türingia, 1256. január 6. – Helfta kolostor, 1301 v. 1302. november 17.) német bencés apáca, misztikus, a Karib-térség védőszentje.

## Élete
Ötéves korában a minden bizonnyal árva kislány a frissen alapított helftai kolostorba került, ahol haláláig, négy évtizeden át élt. Éles eszű gyermekként az apátság kitűnő iskolájában tanult, s novícia lett. Huszonhat évesen fogadalmat tett, amikor látomása letérítette a tudományos pályáról az apácaélet felé.
Írásai apró megjegyzéseiből részletesen kirajzolódik a kolostor, amelyet 1258-ban egy mansfeldi gróf alapított, egy Eisleben közeli, szép völgyben. Viszonylag nagy területen létesült, egy kis patak futott végig a rétek között, a gyümölcsösön át, s mindezt erdő vette körül, még a falakon belül. Az apácák Szent Benedek regulája szerint éltek, s anélkül, hogy Citeaux-hoz kifejezetten csatlakoztak volna, átvettek néhány ciszterci szokást. Amint az akkoriban a női kolostoroknál általános volt, nyitottak volt a ferencesek és a domonkosok elvei irányában is. Neki is egy ideig egy domonkos szerzetes volt a lelki vezetője.
Az apátnő 1261-től 1290-ig Hackeborni Gertrúd, Magdeburgi Szent Mechthild kántornő nővére volt. A szent életű apácafőnöknő termékeny vezetése alatt Helfta mellett még két másik kolostor alapítására is igény támadt. A környék nemes családjai szívesen adták leányaikat a kolostorba nevelésre. Sokan közülük, akik eredetileg azért jöttek ide, hogy varrni, hímezni, olvasni és énekelni tanuljanak, némi latin és ógörög nyelvismeret elsajátítása mellett, látván a nővérek őszintén bensőséges életét, ahelyett hogy visszatértek volna a szülői házba, magukra öltötték a fátyolt, s az avval járó kötöttségeket; a szüzességi és szegénységi fogadalmakat. A zárdának az iskola melletti híres kódexmásoló műhelyéből egymás után jöttek ki a könyvmásolás és a miniatúrafestészet remekei.
A liturgia megélése jelentette mégis Gertrúd számára vallásos miszticizmusa kiteljesedését.

## Jelenései
A nagy apáca a helftai kolostorban 1281-ben kezdődő látomásait Insinuationes divarae pietatis cím alatt írta le. Egyszerű szavakkal beszéli el a döntő pillanatot, a látomást, amely igazi megtérésre késztette, vagyis arra, hogy élete további részében egészen átadja magát Jézusnak. Maga előtt látta a Krisztust és hallotta szavát: „Ne félj! Meg akarlak menteni és szabaddá akarlak tenni. Te mindezideig ellenségeimmel együtt a föld porát etted, és a föld töviseiből szívtál magadba néhány csepp mézet. Jöjj hozzám, én isteni erőmmel akarlak megitatni téged.” Az Úr és Gertrúd között azonban egy sűrű tüskebokor állt. Ő félrehajtotta, és meglátta egészen közelről Krisztus szent kezének sebeit, amelyek úgy ragyogtak, mint a drágakövek. És akkor a Fiú kézen fogta őt.
Gertrúd ezt a leírást a következő imádsággal zárja: „Én Teremtőm és Megváltóm, az én ellentmondó érzületemet édes igád alá hajtottad. Attól az órától fogva a lelkem vidám volt és békességben élt. Kezdtem futni keneteidnek illata után, s hamarosan tapasztaltam, hogy szerelmed igája, amely korábban oly elviselhetetlennek tűnt, szelíd és könnyű.”
Leírja azt is, hogy Szent János evangélista ünnepén látta a szeretett tanítványt, aki beszélt neki arról, hogy a lelke mennyire elmerült a Krisztuséban az utolsó vacsorán, amikor fejét a keblére hajthatta. Gertrúd a maga természetes egyszerűségében megkérdezte tőle: „Miért nem írtál ezekről a dolgokról?” János pedig azt válaszolta neki: mert először Krisztus Egyház iránti szeretetének kellett kibontakoznia, s mert Jézus Szíve dobbanásának először az elöregedett és kihűlt szeretetű világot kellett fölhevítenie.

## Művei
A Legatus Divinae Pietatis (Az Isteni Jóság Küldötte) című könyv összegyűjtött kinyilatkoztatásait és elmélkedéseit tartalmazza. Az öt könyvből a másodikat egyértelműen Gertrúd írta, amely elkülönül a másik négytől nagyszerű latin stílusával. Aki írta, jól ismerte a klasszikus próza művészetét; s világosan, plasztikusan, képekben gazdagon fejezi ki magát, miközben művészien alkalmazza annak, belső formája szerint is elválik a többitől.
Szellemi képességei messze túlszárnyalták az átlagost. Megtérése előtt – saját szavai szerint – eltökélte, hogy „egy férfi mögött sem akar elmaradni képzettség tekintetében”. S valóban, csodálatra méltó, hogy milyen átfogó műveltsége volt ennek az apácának,s ugyanakkor nagyon finom érzéke volt a szép iránt, erős művészi képzelő- és formálóereje volt.
Szentírási szövegeket fordított nővértársainak, és magyarázta e részeket, illetve hosszasan ült a beszélőszoba rácsánál, és hallgatta a tanácsot és a segítséget kérők szavát. Misztikus kegyelmei legfőbb értelmét ebben látta: a vigasztalás forrásának kell lennie mások számára. Egyedül ezért jegyezte föl a kinyilatkoztatásokat is.
Gertrúd írásaiban egyszerűen és magától értetődően beszélt a természetfölötti valóság ilyen tapasztalatairól. Számára a kapott üzenetek és megvilágosodások mindig valóságosabb tények, mint számunkra a nyilvánvaló földi dolgok. Krisztus, az angyalok és a szentek állandó vendégek nála, jönnek-mennek, és úgy beszélgetnek vele, mint a legjobb barátok vagy testvérek.
Különleges jelentőségű számára a megtestesülés misztériuma, amely sok jelenésben és kinyilatkoztatásban megvilágosodik előtte: mindig újra látja Jézust, a megtestesült Istent a szenvedésben, a Megváltót megnyitott Szívvel, az Emberfiát, aki ugyanakkor a megdicsőült Úr, az örök Főpap, s aki az ég örök liturgiájában vagy az Egyház misztikus áldozatában mutatkozott meg neki.
Halála után a közelállók megpróbálták megörökíteni lelki kincseit, ezért állították össze a Legatus című gyűjteményt. A következő időkben azonban Gertrúdot szinte teljesen elfelejtették. Csak 1550 után – és a következő két évszázadban, amint Franciaországban a Jézus Szíve-tisztelet egyre inkább elterjedt – fedezték föl és adták ki a műveit. Ezekben a hangsúlyt főképp Jézus emberi Szívének tiszteletére helyezték át, jóllehet Gertrúd lelkisége sokkal tágasabb, s jámborsága a Megtestesülés misztériumának egészére támaszkodik.
Anélkül, hogy hivatalosan szentté avatták volna, ünnepét 1738-ban fölvették a római naptárba, november 16-ra. 1739-ben áthelyezték november 15-re, de amikor Nagy Szent Albert ünnepét 1932-ben bevezették, 16-ra került vissza. Mára 17-e bizonyult halála napjának.

## Magyarul
- A két atyafi szent szüzek Gertrudis és Mechtildis imádságos könyve, melly a mézzelfolyó könyvekből kivétetvén ki-adattatott és szép imádságokkal meg-hosszabbíttatott; Weinmüller Ny., Komárom, 1799
- A két sz. szűz atyafi Gertrudis és Mechtildis imádságos könyve, sok szép imádságokkal, énekekkel és keresztútjárással megbővítve; Szigler Ny., Komárom, 1854
- A két sz. szűz atyafi Gertrudis és Mechtildis imádságos és énekes könyve, melly a' b. sz. Mária szeplőnélküli fogantatásának ünnepére tartandó imádságokkal és a szent keresztútjárás módjával megbővíttetett; Bucsánszky, Pest, 1859
- Szalézi Szent Ferenc–Szent Gertrud: Napi imák; Szalézi Művek, Rákospalota, 1938
- Az isteni szeretet követe; ford. Dombi Márk; Szent István Társulat, Budapest, 1939

## Emlékezete
- Csodatévő kútja Molenbeek-Saint-Jeanban a középkor óta ismert zarándokhely.
- Lelkigyakorlatos kultúrája szintén azóta példaértékű.
- Bambergi Szent Ottó róla nevezte el az egyik általa alapított kórházat.

## Attribútumai
Korona, liliom, egerek és macska.

## Neki szentelt templomok
- Workum, Nagytemplom
- Podkraj egyik temploma, 15. század
- Orizaba churriguereszk stílusú temploma
- Wichelen Szent Gertrúd-temploma (Sint-Gertrudiskerk)
- Eichstätti kápolnája, ahová „Gebehard, Eichstätt püspöke csodálatos, majdnem élő képeket festetett” (Ottó-kori művészet).[2]